# Casa del Mantegna
La Casa del Mantegna è un edificio quattrocentesco che Andrea Mantegna costruì e utilizzò a Mantova, probabilmente come casa e studio. Il Mantegna si trasferì a Mantova quando il marchese Ludovico III Gonzaga lo nominò pittore di corte. 
Oggi l'edificio è adibito a luogo di esposizioni temporanee ed è la sede ufficiale del settore culturale della Provincia di Mantova.

## Storia
La costruzione dell'edificio, a partire dall'anno 1476, avvenne su un terreno donato il 18 ottobre 1476 a Mantegna da Ludovico Gonzaga, forse come ricompensa per gli affreschi della Camera degli Sposi. Il terreno si trovava a sud della città in contrada cavallo, in mezzo a frutteti e giardini.
Il dibattito sulla paternità del progetto è incerta (l'autore materiale dell'edificio probabilmente fu Giovanni da Padova) così come la sua funzione (studio o abitazione). Indubbio è l'influsso dell'opera di Leon Battista Alberti, contemporaneamente attivo a Mantova, che progettò nel 1460 la chiesa di San Sebastiano, sita di fronte alla Casa del Mantegna.
Le risorse finanziarie concesse a Mantegna sono notevoli. Riceveva uno stipendio di 75 lire al mese, il che fa dell'incisore uno degli artisti, se non l'artista, più pagato del Quattrocento. Nessun altro artista di questo tempo, infatti, poteva vantare una casa così vasta e sontuosa. 
L'artista vi abitò per poco tempo, poiché nel 1502 Mantegna (che sarebbe morto quattro anni dopo) è costretto a cederla ai Gonzaga, che la trasformarono in dépendance del vicino palazzo di San Sebastiano. Nel XVII e XVIII secolo si alternarono nuovi proprietari, che operarono ristrutturazioni e adattamenti, fino a snaturare totalmente la struttura intera dell'edificio e a integrarlo con il palazzo alla destra. 
Nell'800 tutto il complesso venne adibito a caserma, quindi passa al Comune di Mantova e dal 1868 l'edificio contiguo diviene la sede secondaria dell'Istituto Tecnico Commerciale "Alberto Pitentino".
Nel 1940 si avviarono dei lavori di restauro volti a recuperare la fisionomia originaria della casa del Mantegna, a partire dal cortile circolare, unico elemento rimasto dell'edificio rinascimentale. I lavori condotti dall'architetto Niccoli liberano la Casa dalle aggiunte settecentesche: soffitti e muri originari tornano così alla luce, rivelando tracce di fregi affrescati e cassettoni decorati. Al piano superiore spiccano due raffigurazioni dello stemma di Andrea Mantegna e un soffitto con l'emblema lodoviciano del sole raggiante caricato del motto ab olympo. Anche la struttura architettonica originaria viene ripristinata, separando la Casa dal resto del complesso con uno stretto vicolo, ricostruendo le scale e restaurando porte e finestre originali. 
Aperta al pubblico nel 1974, la Casa del Mantegna viene adibita stabilmente ad attività culturali. Nel 1999 avvenne l'apertura al pubblico del primo piano.

## Descrizione
La casa del Mantegna è per la sua architettura un richiamo all'antichità, concepita su una pianta quasi quadrata con 25 metri di lato, al centro della quale si trova un cortile circolare. 
Il disegno architettonico dell'edificio è caratterizzato da una pianta dal disegno geometrico perfetto: il cerchio del cortile è incluso nel quadrato del corpo di fabbrica secondo proporzioni regolate dalla sezione aurea. Le stanze della Casa sono collegate da un percorso circolare e si affacciano tutte, mediante quattro porte arcuate e otto finestre,  sul vano cilindrico del cortile, evidente riproposizione rinascimentale dell'atrium di una domus romana. Non è chiaro se questo cortile intero fosse destinato a ospitare la collezione di sculture e reperti archeologici di Andrea Mantegna, né se fosse prevista una copertura (mai ultimata). 
Alcuni studiosi ravvisano una affascinante analogia tra il cortile circolare e la volta della Camera degli Sposi: l'occhio di cielo affrescato si apre all'interno di uno spazio quadrato, allo stesso modo in cui, alzando lo sguardo dal centro del cortile, il cerchio della trabeazione s'inscrive nel quadrato dei muri esterni.

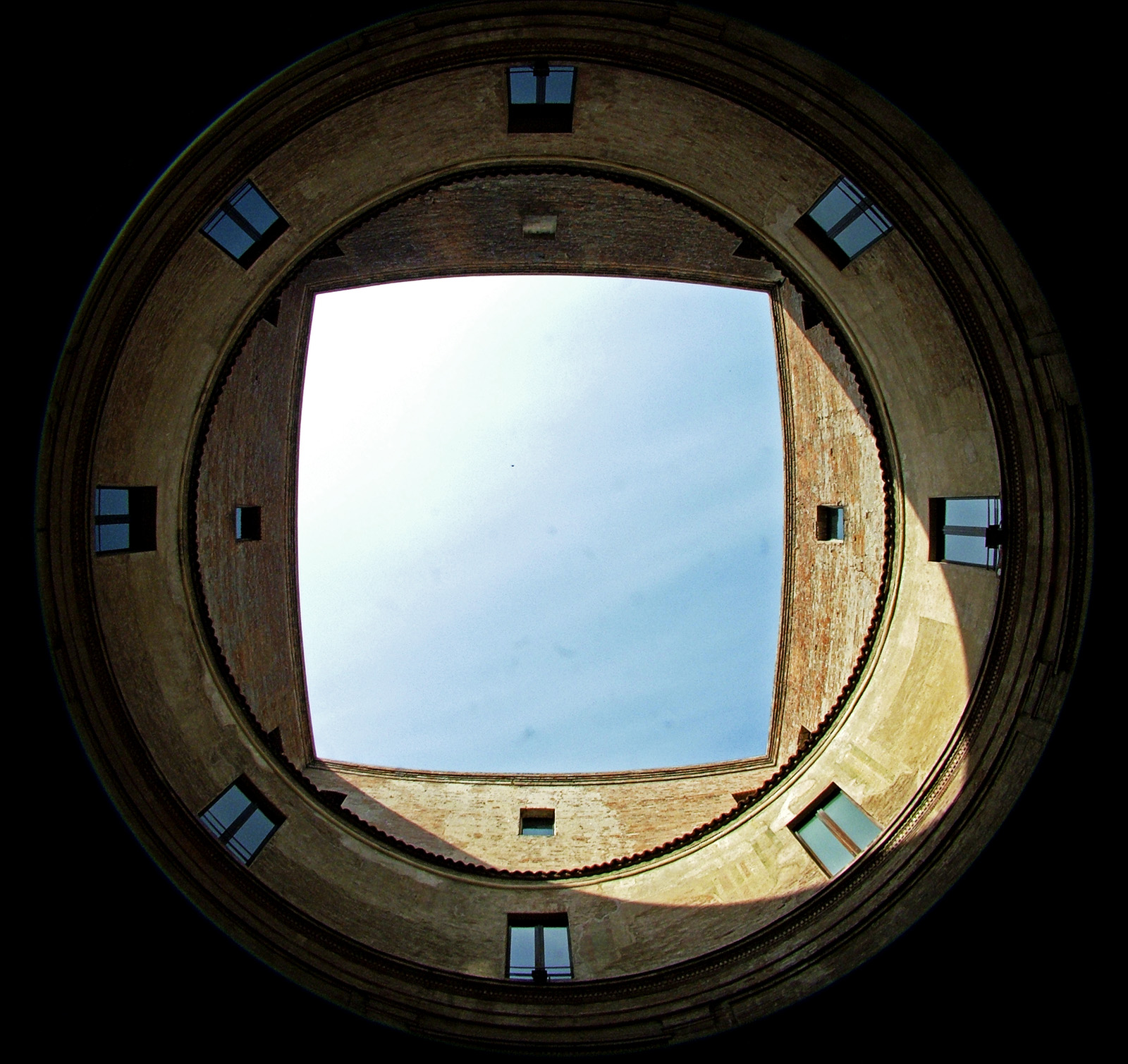
Vista dal cortile interno
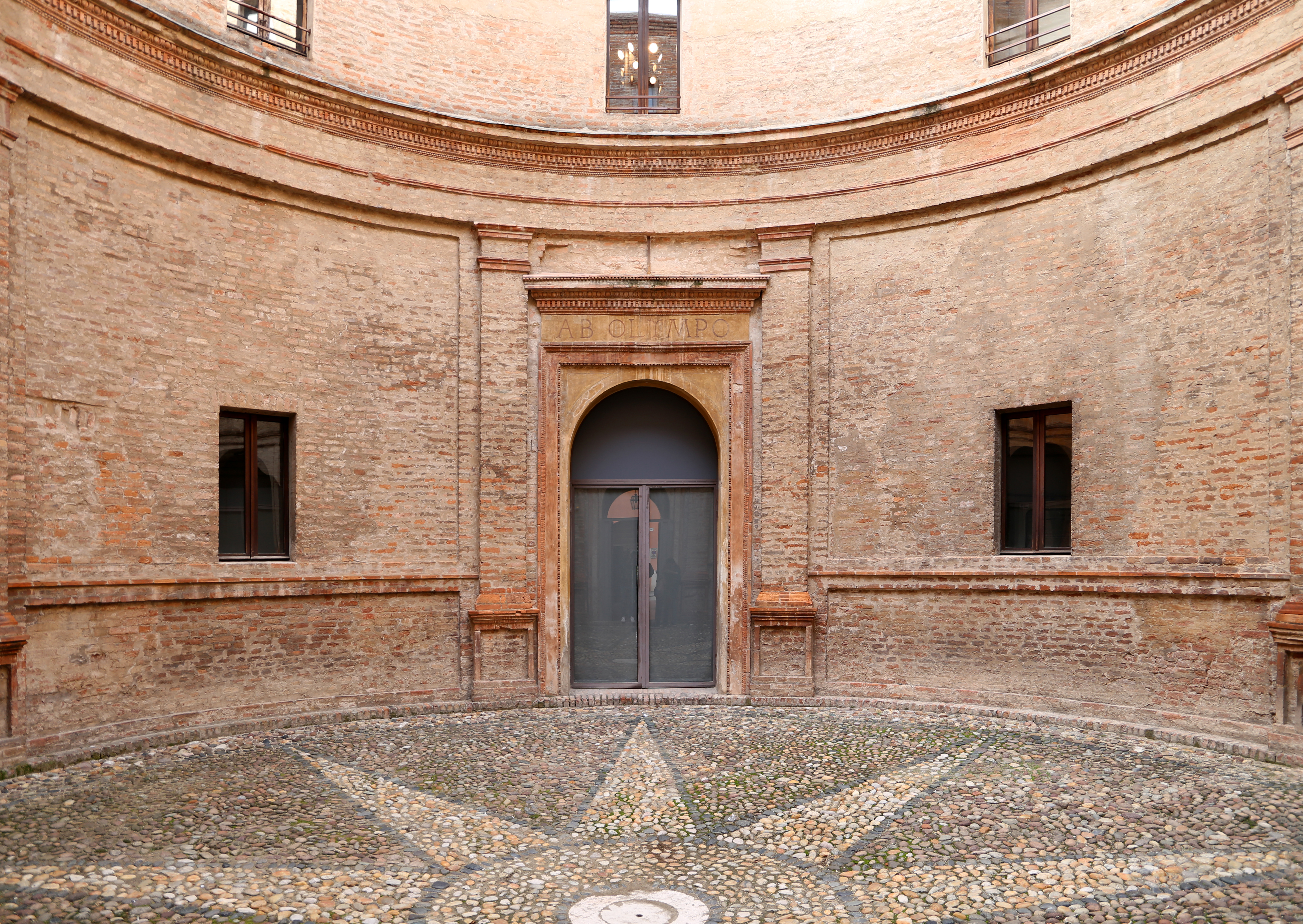
Il cortile interno

## Fortuna critica
La casa è un raro esempio di edificio privato italiano del XV secolo.
Per Vasari la casa esprime il senso di autorappresentazione e autolegittimazione dell'artista. Questi due sentimenti esprimono veramente l'umanesimo dell'artista, un'ideologia incentrata sull'uomo. La casa rappresenta sia l'artista rinato attraverso il suo lavoro geometrico sia la prospettiva necessaria alla concezione della casa. Quando Mantegna progettò l'edificio, i principi dell'architettura classica e le loro applicazioni alla costruzione moderna erano molto in voga tra gli artisti del Quattrocento. Le proporzioni complessive sono state calcolate basandosi su principi armonici, matematici, geometrici e probabilmente musicali.
Franco Borsi l'ha definita "uno dei più intriganti ed assoluti edifici del Rinascimento". Fiocco la presenta come "un corpo semplicissimo, non albertiano, ma di una limpidità semmai lauranesca spinta a conclusioni ancor più assolute".